# Muzyka arabska
Klasyczna muzyka arabska nie jest związana z konkretną grupą etniczną, ale jest wspólna wielu narodom wyznającym islam, mówiącym po arabsku czy mieszkającym w krajach arabskich.
Od VII wieku, czyli od powstania islamu i jego ekspansji, muzyka arabska wchłaniała wiele starożytnych kultur Wschodu (Persja, Turcja, Indie), płn. Afryki (Maroko, Egipt), wschodniej Europy (Bizancjum, Grecja), Półwyspu Iberyjskiego. Muzyka arabska mieszała się więc z wieloma regionalnymi rodzajami muzyki, wpływając na nie lub przejmując ich cechy. Podobnie jak w innych dziedzinach sztuki, w muzyce Arabowie silnie bazowali na dorobku greckim, w zakresie muzyki rozwijając teksty i dzieła muzyczne. Czerpali także z teorii muzyki stworzonej przez Greków, zapożyczając z niej m.in. terminy muzyczne, np. systema ametabolon, enharmonium, chromatikon, diatonon. Stąd niejednolity i kontrastowy charakter muzyki arabskiej, który dowodzi również jej zmieniającej się roli na przestrzeni wieków (gdy np. usuwano i następnie przywracano muzykę do meczetów).
Dlatego też nazwę „muzyka arabska” czy „islamska” należy traktować raczej zwyczajowo, ponieważ żadna z nich nie oddaje wszystkich cech tej muzyki, której brak wyrazistych granic religijnych, świeckich, etnicznych, geograficznych czy językowych. Według Petera van der Merwe, bardziej odpowiedni jest w tym wypadku termin muzyka Bliskiego Wschodu.

## Periodyzacja

### I okres – preislamski (pogański;dżahilijja): do 672 (661) r. n.e.
Muzyka arabska jest ściśle związana z poezją arabską, którą datuje się już na okres preislamski, gdy poeci arabscy z tego okresu (tzw. poeci dżahilijji) recytowali silnie zrytmizowane i utrzymane w określonej tonacji utwory. Śpiew był domeną kobiet obdarzonych pięknym głosem (np. Al-Chansa), które prawdopodobnie potrafiły grać na instrumentach (lutnia, bębny, rebab) oraz wykonywały pieśni zachowując poetyckie metrum. Muzyka odgrywała też ważną rolę przy odprawianiu egzorcyzmów i obrzędów magicznych.

### II okres – rozwoju: 672 (661) – 750
W tym okresie centrum państwa mieścieło się w Syrii ze stolicą w Damaszku; panowały rządy Umajjadów.
Między VIII a XIII wiekiem nastąpił największy rozwój muzyki, a rozległe terytorium Imperium pozwoliło na włączenie tradycji muzycznych Syrii, Egiptu, Mezopotamii, Bizancjum i Persji, które są wciąż obecne we współczesnej muzyce arabskiej. Wówczas pojawiła i utrwaliła się tradycja śpiewania, rytmicznej recytacji, poezji oraz nowe techniki intonacji i instrumenty. Wtedy też narodził się zwyczaj mecenatu nad poetami oraz muzykami i śpiewakami. Zaczęli pojawiać się też muzycy, którzy jednocześnie byli uczonymi (wcześniej muzykę wykonywali głównie niewolnicy tzw. quynat i niewolnice). Zwłaszcza w późniejszych okresach myśliciele arabscy byli nierzadko także teoretykami muzyki, m.in. Awicenna (Ibn Sina, zm. 1037), który w swoich rozprawach filozoficznych pisał na temat zjawiska dźwięku i strunach lutni, oraz Safi ad-Din al-Urmawi (zm. 1291), zajmujący się melodią i metryką.
O szacunku, jakim w tym okresie darzono muzykę, świadczy Al-Ghazali (1059–1111), który w jednym z pism stwierdził:

Ekstaza oznacza stan, w który wprawia nas słuchanie muzyki.

### III okres - rozkwitu: 750 – 950
W tym czasie stolica leżała w irackim Bagdadzie, panowały rządy Abbasydów. Także wkład Hiszpanii Maurów w rozwój muzyki arabskiej był znaczący i dalekosiężny. Andaluzja, Sewilla, Grenada i Kordowa i nowe warunki życia były inspirujące dla artystów arabskich. Jednym z najbardziej znanych muzyków tego okresu był Abu al-Hasan Ali ibn Nafi’ (789-857), powszechnie znany był pod pseudonimem Zirjab – ze względu na ciemną karnację. Był on wyzwolonym niewolnikiem abbasydzkiego kalifa Al-Mahdiego, który przeniósł się z Bagdadu do Kordoby, gdzie stał się uznanym śpiewakiem, lutnistą i nauczycielem muzyki, a utrzymanie zapewniali mu hojni mecenasi, m.in. Abd ar-Rahman II, umajjadzki emir w Hiszpanii. Dzięki Zirjabowi powstało pierwsze konserwatorium, w którym rozwijała się muzyka andaluzyjska, a trzystrunowy dotąd ‘ud (lutnia) został zastąpiony pięciostrunowym. Przypisuje mu się także skomponowanie 24 naubat, których każda była utworem wokalno-instrumentalnym w określonym stylu muzycznym, a dla każdej przeznaczono inną porę dnia. Pod koniec XV w. tradycja naubat, przeniesiona z wędrującymi muzułmanami, silnie rozpowszechniła się w Afryce Północnej. Zirjab wpłynął też silnie na obyczajowość andaluzyjską: dzięki niemu na terenie Andaluzji przyjęła się na szeroką skalę kuchnia bagdadzka (m.in. zwyczaj podawania zupy przed daniami mięsnymi oraz słodkich potraw jako deserów) oraz sposób ubierania się (od początku czerwca do końca września lekkie białe ubiory, wiosną lekkie jedwabne suknie i tuniki, zimą futrzane płaszcze).
W okresie rozkwitu, kultura arabska wzbogaciła się o wiele elementów greckich. Dzięki tłumaczeniom greckich filozofów, arabski przyswoił greckie terminy, w tym samo słowo al-Musika (z gr. μουσικη), które oznaczało dyscyplinę naukową z zakresu tzw. al-Ulum al-Rijadijja (nauki matematyczne), które odpowiadały europejskiemu quadrivium (arytmetyka, muzyka, geometria i astronomia).

### IV okres ekspansji: 950 – 1258
Kultura arabska królowała od Persji po Hiszpanię. Istotny wpływ w rozwoju muzyki arabskiej miały kontakty z Bliskim Wschodem i okres islamski na Płw. Iberyjskim (713–1492), który wpłynął także na rozwój średniowiecznej muzyki europejskiej. Wprawdzie trudno ściśle i jednoznacznie ocenić jej charakter i zasięg w średniowiecznej Europie, jednak rytmika, formy pieśni, instrumenty oraz zwłaszcza nazewnictwo zaczerpnięte z muzyki arabskiej pozostawiły w niej trwały ślad. Dobrym potwierdzeniem tego wpływu są kolorowe miniatury zdobiące zbiór pieśni Cantigas de Santa Maria przygotowany dla króla Alfonsa X Mądrego, które przedstawiają muzyków, w tym Maurów, grających m.in. na lutni i flecie podwójnym.
Ważny wpływ miała muzyka arabska na rozwój twórczości trubadurów, ponieważ to w Hiszpanii Maurów rozwinęła się także literacko-muzyczna forma, której tematem była miłość i która składała się ze strof i refrenów, co kontrastowało z klasyczną arabską formą kasydy, w której następowały kolejno wiersze lub dwuwiersze stosujące jedno metrum. Płw. Iberyjski stał się wtedy także centrum wyrobu instrumentów, które rozprzestrzeniły się we Francji, wywierając znaczny wpływ na twórczość trubadurów.
Inspiracją dla średniowiecznych pieśniarzy był też wytworzony w Persji gatunek ghazal, czyli pieśni miłosnej, który przeniknął do muzyki arabskiej, a następnie przez Hiszpanię rozprzestrzenił się na Francję.

### VI okres – współczesny
Do wielu języków z tradycji arabskiej także zaadaptowano nazwy instrumentów, w tym: lutnia (od: al-‘ud), gitara (kitara), rabab, anafil (rodzaj trąbki, od: an-nafir), tamburyn, tambur (instrument szarpany, rodzaj lutni z długą szyjką).
Muzyka arabska pełni ważną rolę społeczno-wychowawczą przy obrzędach religijnych, a także oddziałuje na człowieka fizjologicznie (taniec i muzyka zbliża derwisza do Allaha). Kontrasty zauważalne są też w skalach muzycznych, co związane jest z dominacją różnych stylów w różnych okresach (np. staroarabskiego, a potem perskiego) oraz w metryce, która może być symetryczna (8 = 2+2+2+2) lub asymetryczna (8 = 3+3+2).
Stałą cechą muzyki arabskiej jest brak wielogłosowości (obecne są jedynie ozdobniki, np. współbrzmienie), co jednak równoważy bogactwo barw oraz maniery wykonawcze. Różne barwy głosu śpiewacy uzyskują np. przez uciskanie policzków, krtani czy wsuwanie pod język twardych przedmiotów, co daje efekty nosowości lub łkania.
Klasyczna muzyka arabska jest też znana z wirtuozerii śpiewaków, którzy długim śpiewem są w stanie wprowadzać słuchaczy w stany ekstatyczne (np. dzięki powtarzaniu śpiewanych fraz, które mogą być wezwaniem do Allaha, np. Madad, od: Ja Allah Madad = Allahu pomóż nam).
Dla muzyki arabskiej charakterystyczna jest również dominacja muzyki wokalnej, a utwory wykonywane są najczęściej przez małe zespoły. Ponadto typowy jest brak zróżnicowania dynamicznego oraz zasada makamu, w oparciu o którą formowane są cykle muzyczne. Duży nacisk położony jest na melodię i rytm.

## Muzyka w świetle religii muzułmańskiej
Według pewnych źródeł, Mahomet uznał słuchanie muzyki za grzech. Koran (31:6) stwierdza:

Wśród ludzi jest i taki, który zakupuje zabawne opowiadania, by sprowadzać z drogi Boga, nieświadomie, i brać ją sobie za przedmiot szyderstwa. Dla takich będzie kara poniżająca.

Zdaniem niektórych hadisów ze zbioru at-Tabariego, owe "zabawne opowiadania" są odniesieniem do śpiewu i fletów. Interpretację tę przyjmują zwłaszcza wahhabici. Według innego hadisu, pochodzącego ze zbioru at-Tirmidhiego, Mahomet powiedział:

Zabraniam dwóch złych głosów: głosu rozrywki i zabawy, który wywodzi się z fletów Szatana i głosu nieszczęścia, rozdzierania szat i wykrzywiania twarzy

Niektórzy teolodzy podkreślają jednak, iż słowa "śpiew" ani "muzyka" nie pojawiają się w Koranie, co oznacza że Allah nie przywiązuje do nich wagi i nie uważa ich za zło.